# Jabulani Mabuza
Jabulani Clement Mabuza (nacido el 22 de julio de 1972) es un político y empresario suazi que se desempeña como presidente de la Cámara de la Asamblea de Suazilandia desde octubre de 2023.

## Biografía
Nació el 22 de julio de 1972. Tiene al menos dos hermanos, incluido el exmiembro de la Cámara de la Asamblea de Suazilandia Mduduzi Bacede Mabuza, quien fue encarcelado por protestar a favor de la democracia. Inició en 2003 un negocio con su esposa conocido como «Buy Cash Hardware». Dijo que inició el negocio «con el objetivo de crear empleo y servir a la nación acercando bienes y servicios a la gente». La cadena de ferreterías tenía alrededor de 18 sucursales en 2021, muchas de ellas en áreas rurales, y emplea a varios cientos de ciudadanos. Debido al nombre de su negocio, a Mabuza a menudo se le conoce con el apodo de Buy Cash («Compra en efectivo»).
Se presentó a las elecciones generales de Suazilandia de 2018 y ganó un escaño en la Cámara de la Asamblea para representar a la ciudad de Piggs Peak, recibiendo 4736 votos, el 70,1% del electorado. Poco después de ser elegido, fue designado para el cargo de ministro de Comercio, Industria y Comercio, siendo posteriormente trasladado al cargo de ministro de Agricultura en noviembre de 2018. En 2021, sus tiendas fueron víctimas de varios ataques incendiarios y varias sucursales fueron quemadas. Para 2022, había añadido el cargo de ministro de Recursos Naturales y Energía interino. También sirvió durante un tiempo como vice primer ministro interino.
Se presentó a la reelección como parte de las elecciones generales de Suazilandia de 2023, ganó las elecciones primarias de Piggs Peak y luego ganó por un margen abrumador en las elecciones generales, recibiendo 4467 votos, casi siete veces más que Sandile Menano Dlamini, quien quedó en segundo lugar con 701 votos. Mabuza y Madala Mhlanga fueron los dos principales candidatos para el puesto de presidente de la Cámara de la Asamblea de Suazilandia; Mabuza recibió el respaldo del rey Mswati III y salió victorioso con los votos de 41 de los parlamentarios.